# Togo na Letních olympijských hrách 2008
Togo se účastnilo Letní olympiády 2008. Zastupovalo ji 4 sportovci (3 muži a 1 žena) v 4 sportech.

## Medailisté
| Medaile | Jméno             | Sport      | Soutěž         |
| ------- | ----------------- | ---------- | -------------- |
| Bronz   | Benjamin Boukpeti | Kanoistika | muži K1 slalom |